# Euthiopsis ventricosa
Euthiopsis ventricosa – gatunek chrząszczy z rodziny kusakowatych i podrodziny balinków, jedyny z monotypowego rodzaju Euthiopsis.

## Taksonomia i ewolucja
Gatunek ten opisany został po raz pierwszy w 1925 roku przez Josefa Müllera na łamach Studi Entomologici pod nazwą Eutheia (Euthiopsis) ventricosa, jako jedyny gatunek nowego podrodzaju Eutheia (Euthiopsis). W 1998 roku podrodzaj ten zsynonimizowany został z rodzajem Eutheia przez Herberta Franza i Alfreda F. Newtona. W 2006 roku Giorgio Castellini przywrócił go w randze osobnego rodzaju oraz zsynonimizował z E. ventricosa gatunki Protoeuthia mirifica i Euthiopsis argentaria.
Według wyników analizy filogenetycznej Pawła Jałoszyńskiego z 2013 roku takson ten zajmuje pozycję siostrzaną względem rodzaju Paeneutheia.

## Morfologia
Drobny chrząszcz o wydłużonym w zarysie i spłaszczonym grzbietobrzusznie ciele. Aparat gębowy ma głaszczki szczękowe o silnie skróconym i wyraźnie szerokim członie trzecim oraz guziczkowatym członie czwartym. Na każdej pokrywie znajdują się dwa pozbawione szczecinek dołki przypodstawowe. Przedpiersie dysponuje wąskim, niemal trójkątnym wyrostkiem międzybiodrowym. Panewki bioder przednich odnóży są pozamykane. Płaski wyrostek międzybiodrowy śródpiersia szeroko rozdziela panewki środkowej pary bioder. Na śródpiersiu znajdują się dwa duże zagłębienia, pośrodkowo połączone biegnącym pod centralną częścią śródpiersia tunelem o porośniętych ściankach przedniej i tylnej, co stanowi strukturę unikalną na tle podrodziny. Wewnętrzne części hypomerów są podzielone, z długim polem biegnącym wzdłuż bocznej krawędzi przedpiersia i z szeregiem długich szczecinek wzdłuż tylnej krawędzi wyrostka międzybiodrowego śródpiersia. Genitalia samca mają unikalną na tle plemienia formę edeagusa. Jest on silnie zakrzywiony, o zredukowanych paramerach oraz dość małej kapsule nasadowej zwężonej gwałtownie w długą część wierzchołkową o niesymetrycznym szczycie.

## Rozprzestrzenienie
Gatunek palearktyczny, endemiczny dla Włoch.